# فیلم ملو
فیلم ملو (انگلیسی: Melo Movie؛‏ کره‌ای: 멜로무비) یک مجموعه تلویزیونی محصول کره جنوبی به نویسندگی لی نا اون، به کارگردانی اوه چانگ هوان و با بازی چوی وو شیک، پارک بو یونگ، لی جون یونگ و جون سو نی است. این مجموعه زندگی در هم تنیدهٔ جوانان باانگیزه را روایت می‌کند که عشق و چالش‌ها را دنبال می‌کنند. این مجموعه در ۱۴ فوریه ۲۰۲۵ از نتفلیکس پخش شد.

## بازیگران

### اصلی
- چوی وو شیک در نقش کو گیوم[۲]

یک سیاهی‌لشکر که منتقد فیلم شده است.
- پارک بو یونگ در نقش کیم مو هی[۲]

زنی که از فیلم‌ها متنفر است اما کارگردان فیلم شده است.
- لی جون یونگ در نقش هونگ شی جون[۲]

یک آهنگساز نابغه ناشناس
- جون سو نی در نقش سون جو آه[۲]

یک فیلم‌نامه‌نویس

### مکمل
- کیم جه ووک در نقش کو جون
- چا وو مین در نقش وو جونگ هو